# Saint-Isidore-de-Clifton
Pour les articles homonymes, voir Saint-Isidore.
Saint-Isidore-de-Clifton [sɛ̃t‿izidɔʁ də kliftən] est une municipalité du Québec située dans la MRC du Haut-Saint-François en Estrie.

## Toponymie
Elle est nommée en l'honneur d'Isidore de Séville, évêque et érudit espagnol.

## Histoire
La nouvelle municipalité de Saint-Isidore-de-Clifton a été créée le 24 décembre 1997. Elle est issue du regroupement de la municipalité de Saint-Isidore-d'Auckland et de la municipalité du canton de Clifton-Partie-Est.

## Géographie
La rivière Clifton, situé dans le bassin versant de la rivière Saint-François, traverse du sud au nord la partie centrale de la municipalité pour se jeter dans la rivière Eaton.
Saint-Isidore-de-Clifton est accessible via la route 253. Elle est à 10 km du Vermont.

## Démographie
| 1996 | 2001 | 2006 | 2011 | 2016 | 2021 |
| ---- | ---- | ---- | ---- | ---- | ---- |
| 807  | 788  | 781  | 716  | 695  | 673  |

## Administration
Les élections municipales se font en bloc pour le maire et les six conseillers.
| Saint-Isidore-de-Clifton Maires depuis 2002                                                                          |                      |         |          |
| Élection | Maire                | Qualité | Résultat |
| 2002 | Jacqueline B. Perron |         | Voir     |
| 2005 | André Perron         |         | Voir     |
| 2009 | André Perron         | Voir    |          |
| 2013 | Yann Vallières       |         | Voir     |
| 2017 | Yann Vallières       | Voir    |          |
| 2021 | André Perron (2)     |         | Voir     |
| Élection partielle en italique Depuis 2005, les élections sont simultanées dans toutes les municipalités québécoises |                      |         |          |

## Attraits
Saint-Isidore-de-Clifton fait partie du circuit des sheds panoramiques, un parcours de 150 km à travers le Haut-Saint-François. Ce circuit comprend plusieurs sheds offrant des points de vue sur les paysages de la région.